# RExcel
RExcel是Microsoft Excel的插件。它允許從Excel中訪問R语言。
主要特點是：
- R和Excel之間雙向數據傳輸（矩陣和數據框）
- 直接從Excel範圍運行R代碼
- 編寫調用R的宏來執行計算而不將R暴露給用戶
- 直接從單元格公式調用R函數，使用Excel的自動更新機制觸發R重新計算
- 使用Excel作為R的GUI，使R功能可通過菜單和對話框訪問，而不是面向命令行的編程風格。使用此範例，廣泛使用的GUI包RCommander可用作Excel菜單欄。
- RExcel適用於Microsoft Windows（XP、Vista或7）以及Excel 2003、2007、2010和2013。它使用statconnDCOM服務器，對於某些配置，還使用rcom包從Excel中訪問R。[1]